# Steven Spurrier (œnologue)
Steven Spurrier, né le 5 octobre 1941 à Cambridge et mort le 9 mars 2021 à Litton Cheney dans le Dorset en Angleterre,,, est un œnologue, critique vinicole et négociant en vin britannique.
Spécialiste des vins français, il organise en 1976 le « Jugement de Paris » qui, de manière inattendue, élève le statut du vin de Californie et favorise l'expansion de la production de vin dans le Nouveau Monde. Spurrier est, par ailleurs, le fondateur de l'Académie du Vin, à Paris, et du Christie's Wine Course, à Londres.
Dans Bottle Shock (2008), son rôle est interprété par Alan Rickman.

## Publications
- (en) The Academie Du Vin Concise Guide to French Country Wines, 1984 (ISBN 978-0-399-50829-5).
- (en) How to Buy Fine Wines, 1986.
- (en) Avec Michel Dovaz (en), Academie Du Vin Wine Course, 1991, 255 p. (ISBN 978-0-02-613262-6).
- (en) Avec Oz Clarke (en), Clarke & Spurrier's Fine Wine Guide, 1998, 352 p. (ISBN 978-0-15-100412-6).
- (en) Wine - A Way of Life, 2018 (ISBN 978-0-9562387-8-8).